# Antholopha
Antholopha là một chi bướm đêm thuộc họ Noctuidae.